# Marculfo (monje)
Marculfo fue un monje franco del siglo VII que, por orden de Landerico, obispo de París, compuso hacia el año 660 una colección de formularios de los actos jurídicos más frecuentes, Formularum Ecclesiasticarum libri duo ("dos libros de fórmulas eclesásticas"), conocido como Fórmulas de Marculfo. 
Está dividido en dos libros, el primero dedicado a despachos reales, incluyendo privilegios monásticos, inmunidades eclesiásticas, fórmulas de nombramiento de obispos (Precepto -una concesión real-, Concesión a los ciudadanos) o un permiso del rey para entrar en el clero (Precepto de clerecía); y el segundo (titulado chartae pagenses) dedicado los particulares, incluyendo un Libelo de repudio para disolver un matrimonio por mutuo acuerdo, o las Eulogias (regalos de Navidad).
Fueron publicadas, en la época moderna, por Bignon y posteriormente por Baluze.